# Bugula borealis
Bugula borealis är en mossdjursart som först beskrevs av Alpheus Spring Packard 1863.  Bugula borealis ingår i släktet Bugula och familjen Bugulidae. Inga underarter finns listade i Catalogue of Life.